# Tocantriz
Imperatriz versus Tocantins é o maior clássico do município de Imperatriz e Região Tocantina. O confronto é chamado pela imprensa e pela torcida Imperatrizense de Clássico Tocantriz, sendo também conhecido como o Clássico Tocantino, já que envolve as duas maiores forças do futebol da Região Tocantina do Maranhão. É o maior clássico do Interior do Maranhão.

## Jogos disputados
1- 11 de setembro de 1980 Tocantins 2x2 Imperatriz. Campeonato Maranhense
2- 18 de setembro de 1980 Imperatriz 1x0 Tocantins. Campeonato Maranhense 
3- 12 de novembro de 1980 Tocantins 2x1 Imperatriz. Campeonato Maranhense
4- 02 de agosto de 1981 Imperatriz 0x0 Tocantins. Campeonato Maranhense
5- 19 de setembro de 1981 Tocantins 1x0 Imperatriz. Campeonato Maranhense
6- 01 de novembro de 1981 Imperatriz 0x0 Tocantins. Campeonato Maranhense
7- 03 de novembro de 1981 Imperatriz 2x0 Tocantins. Campeonato Maranhense
8- 27 de outubro de 1982 Imperatriz 0x0 Tocantins. Campeonato Maranhense
9- 21 de novembro de 1982 Tocantins 2x0 Imperatriz. Campeonato Maranhense
10- 23 de julho de 1983 Imperatriz 2×0 Tocantins Campeonato Maranhense
11- 27 de julho de 1983 Tocantins 0x0 Imperatriz Campeonato Maranhense
12- 01 de outubro 1983 Imperatriz 3×2 Tocantins
Campeonato Maranhense
13- 07 de julho de 1984 Tocantins 1x0 Imperatriz. Campeonato Maranhense
14- 09 de setembro de 1984 Imperatriz 2x0 Tocantins. Campeonato Maranhense
15- 04 de agosto de 1985 Tocantins 2x0 Imperatriz. Campeonato Maranhense
16- 25 de agosto de 1985 Imperatriz 2x1 Tocantins. Campeonato Maranhense 
17- 22 de setembro de 1985 Imperatriz 0x0 Tocantins. Campeonato Maranhens
18- 20 de outubro de 1985 Imperatriz 3×1 Tocantins. Campeonato Maranhense
19- 30 de março de 1986 Tocantins 1×0 Imperatriz. Campeonato Maranhense
20- 29 de março de 1987 Imperatriz 0x0 Tocantins. Campeonato Maranhense 
21- 07 de junho de 1987 Imperatriz 2x0 Tocantins. Campeonato Maranhense
22- 24 de abril de 1988 Imperatriz 14x2 Tocantins. Campeonato Maranhense
23- 26 de junho de 1988 Imperatriz 1x0 Tocantins. Campeonato Maranhense
24- 23 de abril de 1989 Imperatriz 1x0 Tocantins. Campeonato Maranhense
25- 11 de junho de 1989 Tocantins 2x1 Imperatriz. Campeonato Maranhense
26- 25 de março de 1990 Tocantins 2x1  Imperatriz. Campeonato Maranhense
27- 19 de agosto de 1990 Imperatriz 0x0  Tocantins. Campeonato Maranhense
28- 31 de maio de 1997 Tocantins 0x1 Imperatriz. Campeonato Maranhense
29- 22 de junho de 1997 Tocantins 0x0 Imperatriz. Campeonato Maranhense
30- 03 de fevereiro de 2001 Imperatriz 2x1 Tocantins. Campeonato Maranhense
31- 11 de março de 2001 Imperatriz 2x2 Tocantins. Campeonato Maranhense
32- 04 de maio de 2002 Imperatriz 0x3 Tocantins. Copa Ma/Pa/To
33- 23 de maio de 2002 Tocantins 1x0  Imperatriz. Copa Ma/Pa/To
34- 01 de setembro de 2002 Tocantins 2x2 Imperatriz. Campeonato Brasileiro Série C
35- 21 de setembro de 2002 Imperatriz 1x2 Tocantins. Campeonato Brasileiro Série C
36- 10 de abril de 2016 Tocantins 1x0 Imperatriz. Amistoso
37- 22 de Dezembro de 2018 Tocantins 2x2 Imperatriz.  Amistoso Master 

## Estatísticas e recordes
Goleadas
- Maior goleada do Imperatriz: 14 a 2 em 24 de abril de 1988
- Maior goleada do Tocantins: 3 a 0 em em 04 de maio de 2002

## Clássicos históricos
- A vitória de 2 a 0 do Imperatriz sobre o Tocantins em 03 de novembro de 1981 foi a partida de desempate para definir a 4ª e última vaga para a fase final do Campeonato Maranhense daquele ano ( o vencedor terminaria entre os quatro primeiros ), o Imperatriz terminou o campeonato na 4ª colocação e o Tocantins na 6ª colocação.
- No dia 21 de setembro de 2002, Tocantins e Imperatriz decidiram a segunda vaga do grupo 3 para a segunda fase do Campeonato Brasileiro Série C 2002. O Tecão ganhou por 2 a 1 forçando o Imperatriz a ter que vencer o Santa Inês na última rodada, na qual o Cavalo de Aço perdeu por 2x0 com o Tocantins se classificando para as fase seguinte.[7] [8]

## Títulos
| Competições Estaduais                    | Imperatriz | Tocantins |
| ---------------------------------------- | ---------- | --------- |
| Campeonato Maranhense                    | 3          | 0         |
| Taça Cidade de São Luís                  | 1          | 0         |
| Campeonato Maranhense da Segunda Divisão | 0          | 1         |
| Competições Municipais                   | Imperatriz | Tocantins |
| Campeonato Imperatrizense                | 3          | 3         |
| Total de títulos                         | 7          | 4         |